# Viva (magazine néerlandais)
Pour les articles homonymes, voir Viva.

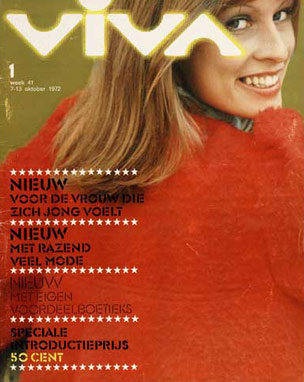
Couverture de la première édition le 7 octobre 1972.

Viva est un magazine de mode hebdomadaire pour femmes, publié aux Pays-Bas.

## Histoire et profil

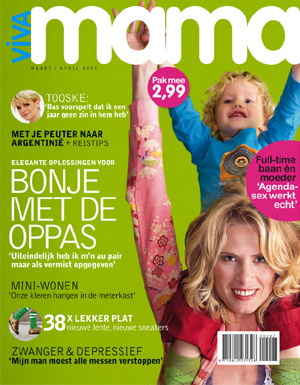
Viva mama.

Viva est publié pour la première fois le 7 octobre 1972 par De Geïllustreerde Pers, qui fait partie de VNU, et il utilise le sous-titre Damesweekblad (en français : hebdomadaire pour dames). Depuis 2001, il est publié par Sanoma, et a un tirage de 70 000 exemplaires en 2012
En 2012, Viva célèbre son 40e anniversaire. Le magazine utilisé Layar pour créer une couverture de magazine interactive.

## Rédacteur en chef
- 1972-1975: Joop Swart
- 1975-1983: Jet den Blanken
- 1983-1984: Hanny van den Horst (acting)
- 1984-1989: Adri de Vries
- 1989-1991: Koos de Boer
- 1991-1992: Koos de Boer & Rob van Vuure
- 1992-1993: Koos de Boer & Tineke Verhoeven
- 1993-2001: Tineke Verhoeven
- 2001-2005: Marije de Jong[3]
- 2005-2008: Karin van Gilst[4]
- 2008-2012: Corinne van Duin[5]
- 2012-2014:   Gijsje van Bentum[6]
- 2014-2015: Vivianne Bendermacher
- 2015: Ellen de Jong (a.i.)
- 2016: Kirsten Steenvoort, Sabine Brusse
- 2017-present: Debby Gerritsen